# Castel Colonna
Castel Colonna est une ancienne commune italienne, maintenant une frazione de Trecastelli, située dans la province d'Ancône, dans la région des Marches, en Italie centrale.
Le 1er janvier 2014, Castel Colonna a fusionné avec ses voisines Monterado et Ripe pour former la nouvelle commune de Trecastelli.

## Administration
| Période                                  | Période | Identité | Étiquette | Qualité |
| ---------------------------------------- | ------- | -------- | --------- | ------- |
|                                          |         |          |           |         |
| Les données manquantes sont à compléter. |         |          |           |         |

### Communes limitrophes
Corinaldo, Mondolfo, Senigallia